# Festuca durissima
Festuca durissima är en gräsart som beskrevs av Georges Rouy. Festuca durissima ingår i släktet svinglar, och familjen gräs. Inga underarter finns listade i Catalogue of Life.